# Arnovis Dalmero
Arnovis de Jesús Dalmero (* 23. September 2000 in Ciénaga) ist ein kolumbianischer Leichtathlet, der sich auf den Weit- und Dreisprung spezialisiert hat, aber auch im Sprint an den Start geht. Er ist aktuell Inhaber des Landesrekordes im Weitsprung und siegte in dieser Disziplin 2023 bei den Panamerikanischen Spielen und wurde 2021 Südamerikameister.

## Sportliche Laufbahn
Erste Erfahrungen bei internationalen Meisterschaften sammelte Arnovis Dalmero im Jahr 2017, als er bei den U20-Südamerikameisterschaften in Leonora mit einer Weite von 15,64 m die Silbermedaille im Dreisprung gewann. Anschließend nahm er an den U18-Weltmeisterschaften in Nairobi teil und gewann dort mit 15,89 m die Bronzemedaille. Ende November belegte er bei den Juegos Bolivarianos in Santa Marta mit 7,35 m den siebten Platz im Weitsprung. 2019 erreichte er bei den Südamerikameisterschaften in Lima mit 15,86 m Rang vier im Dreisprung und siegte anschließend bei den U20-Südamerikameisterschaften in Cali mit neuem U23-Landesrekord von 16,52 m. Im Jahr darauf belegte er bei den erstmals ausgetragenen Hallensüdamerikameisterschaften in Cochabamba in 6,90 s den fünften Platz im 60-Meter-Lauf und wurde im Weitsprung mit neuem Hallenrekord von 7,68 m Vierter. 2021 verbesserte er bei den kolumbianischen Meisterschaften den Landesrekord im Weitsprung auf 7,97 m und löste damit Lewis Asprilla, der seit 1999 den Rekord hielt, ab. Ende Mai siegte er dann bei den Südamerikameisterschaften in Guayaquil mit einem Sprung auf 7,94 m und gewann in 39,65 s gemeinsam mit Jhonny Rentería, Jhon Paredes und Carlos Palacios die Silbermedaille in der 4-mal-100-Meter-Staffel hinter Brasilien. Im Oktober schied er bei den U23-Südamerikameisterschaften ebendort mit 10,75 s im Vorlauf über 100 m aus und siegte im Weitsprung mit neuem Landesrekord von 8,04 m. Zudem siegte er in 39,90 s auch in der 4-mal-100-Meter-Staffel. Anfang Dezember wurde er bei den erstmals ausgetragenen Panamerikanischen Juniorenspielen in Cali mit 7,79 m und 15,90 m jeweils Vierter im Weit- und Dreisprung und wurde mit der 4-mal-100-Meter-Staffel disqualifiziert. Im Jahr darauf brachte er bei den Juegos Bolivarianos in Valledupar keinen gültigen Versuch im Weitsprung zusammen und anschließend belegte er bei den Südamerikaspielen in Asunción mit 7,63 m den vierten Platz.
2023 siegte er mit neuem Landesrekord von 8,29 m bei den Südamerikameisterschaften in São Paulo, wurde aber nachträglich wegen nicht erlaubter Schuhe disqualifiziert, ehe er im Oktober bei den Panamerikanischen Spielen in Santiago de Chile mit 8,08 m die Goldmedaille gewann. Im Januar 2024 siegte er mit 8,06 m bei den Hallensüdamerikameisterschaften in Cochabamba und anschließend blieb er bei den Hallenweltmeisterschaften in Glasgow ohne einen gültigen Versuch. Im Mai gewann er bei den Ibero-Amerikanischen Meisterschaften in Cuiabá mit 7,97 m die Silbermedaille hinter dem Uruguayer Emiliano Lasa. Anschließend siegte er bei mehrern Meeting der World Athletics Continental Tour, ehe er im August bei den Olympischen Sommerspielen in Paris mit 7,83 m im Finale auf den elften Platz gelangte. 2025 verteidigte er bei den Hallensüdamerikameisterschaften in Cochabamba mit 7,96 m seinen Titel und Ende April belegte er bei den Südamerikameisterschaften in Mar del Plata mit 7,64 m den vierten Platz. 
In den Jahren 2021 und 2024 wurde Dalmero kolumbianischer Meister im Weitsprung.

## Persönliche Bestleistungen
- 100 Meter: 10,32 s (−1,5 m/s), 20. März 2021 in Bogotá
  - 60 Meter (Halle): 6,90 s, 1. Februar 2020 in Cochabamba
- Weitsprung: 8,20 m (+0,8 m/s), 5. August 2023 in Bogotá (kolumbianischer Rekord)
- Dreisprung: 16,52 m (+0,4 m/s), 15. Juni 2019 in Cali (kolumbianischer U20-Rekord)